# Sture Petrén
Bror Arvid Sture Petrén (* 3. Oktober 1908 in Stockholm; † 13. Dezember 1976 in Genf) war ein schwedischer Jurist und Diplomat. Er wirkte insbesondere im Bereich der internationalen Schiedsgerichtsbarkeit sowie der Menschenrechte und war, nach verschiedenen ranghohen Richterpositionen in seinem Heimatland, von 1967 bis 1976 Richter am Internationalen Gerichtshof und darüber hinaus von 1971 bis zu seinem Tod Richter am Europäischen Gerichtshof für Menschenrechte.

## Leben
Sture Petrén wurde 1908 in Stockholm geboren. Er absolvierte sein Studium der Rechtswissenschaften an den Universitäten Lund, Uppsala sowie Freiburg, und beendete es 1930 in Lund. Nach seiner juristischen Vorbereitungszeit und einer anwaltlichen Tätigkeit wurde er 1943 Richter am Schwedischen Appellationsgerichtshof (Svea hovrätt). Sechs Jahre später wechselte er in das Außenministerium, in dem er, ab 1957 im Rang eines Botschafters, bis 1963 die Leitung der Rechtsabteilung übernahm. Darüber hinaus wirkte er während dieser Zeit von 1948 bis 1961 als Rechtsberater der Delegation seines Heimatlandes bei den Vereinten Nationen, von 1951 bis 1963 als Vizepräsident des Schwedischen Arbeitsgerichtshofes sowie von 1963 bis 1967 als Präsident des Svea hovrätt, des größten der sechs schwedischen Appellationsgerichte. Von 1947 bis 1959 lehrte er als Assistenzprofessor an der Handelshochschule Stockholm.
Im Jahr 1954 wurde er Mitglied der Europäischen Kommission für Menschenrechte, der er darüber hinaus von 1962 bis 1967 als Präsident vorstand. Zum Ende des Jahres 1966 wurde er als bisher einziger Jurist aus Schweden zum Richter an den Internationalen Gerichtshof in Den Haag gewählt, an dem er für eine turnusgemäß neunjährige Amtszeit von Februar 1967 bis Februar 1976 tätig war. Von Oktober 1971 bis zu seinem Tod wirkte er darüber hinaus als Richter am Europäischen Gerichtshof für Menschenrechte. Außerdem war er ab 1955 Mitglied des Ständigen Schiedshofs und in mehreren Ad-hoc-Schiedshöfen zu internationalen Streitfällen vertreten, so unter anderem ab 1971 im Schiedsgericht im Beagle-Konflikt. Er starb 1976 in Genf.

## Auszeichnungen
Sture Petrén wurde 1967 in das Institut de Droit international aufgenommen und gehörte ab 1969 der Svenska Akademien an. Die Universität Lund verlieh ihm 1967 einen Ehrendoktortitel.